# Peter Frisck
Kapten Peter Frisck var Karl XII:s alter ego under sin resa från Pitesti till Stralsund 1714. Detta täcknamn använde han för att inte bli igenkänd. 